# Isoetes chubutiana
Isoetes chubutiana är en kärlväxtart som beskrevs av Hickey, Macluf och W. C. Taylor. Isoetes chubutiana ingår i släktet braxengräs, och familjen Isoetaceae. Inga underarter finns listade i Catalogue of Life.